# Glyphodes sycina
Glyphodes sycina là một loài bướm đêm trong họ Crambidae.